# Soulcalibur (serie)
Soulcalibur (ソウルキャリバー?, Sourukyaribā) è una serie di videogiochi picchiaduro della Namco (più tardi rinominata Namco Bandai Games).

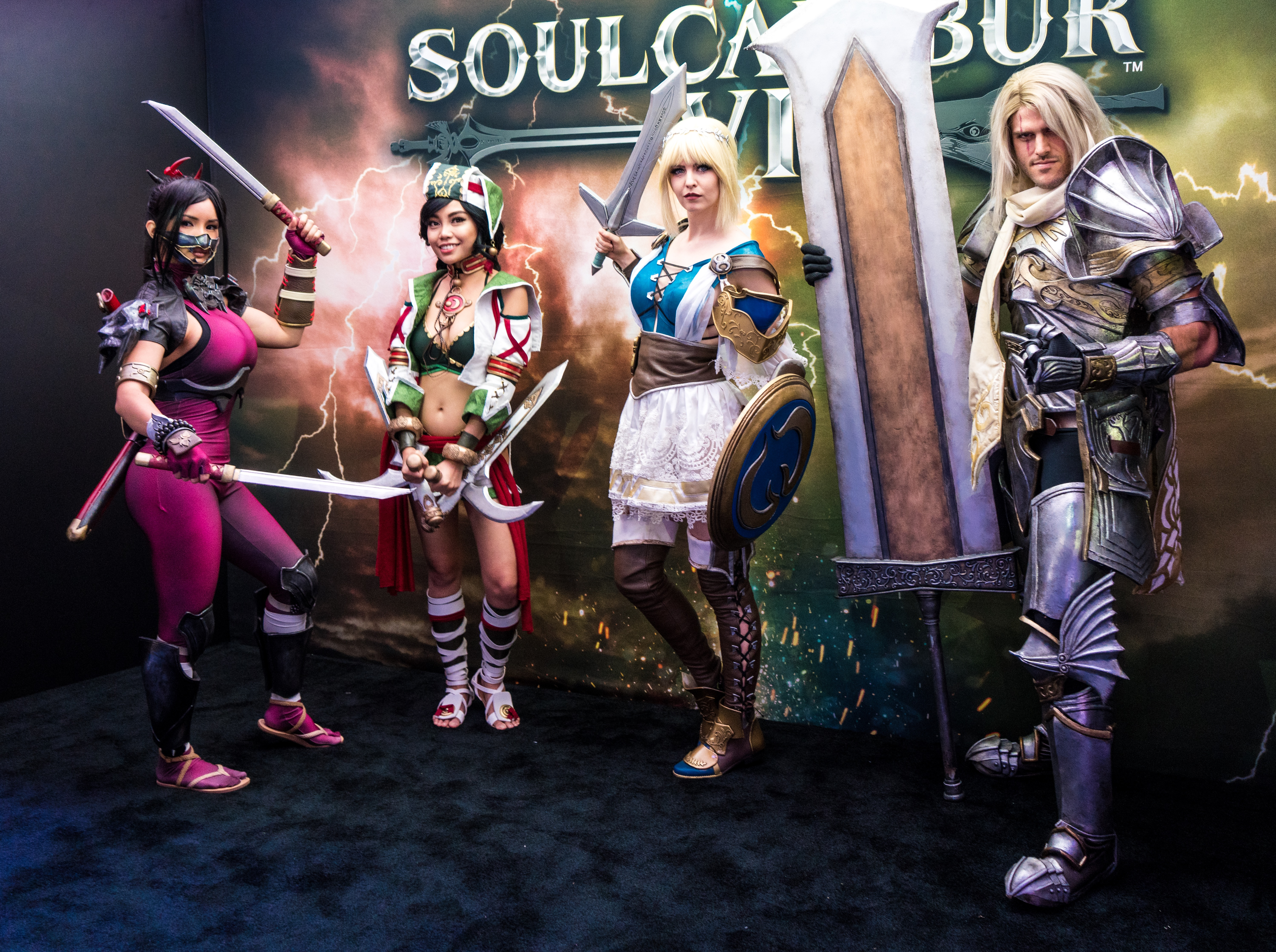
Cosplayer di Soulcalibur. Da sinistra: Taki, Talim, Sophitia e Siegfried

La serie, che ebbe inizio con Soul Blade del 1996, è composta da sei episodi principali e diversi spin off mediatici, quali album musicali e una serie di manga.
La trama della saga, un fantasy storico ambientato a cavallo fra il sedicesimo e il diciassettesimo secolo, narra il conflitto fra due spade leggendarie: la Soul Edge e la Soul Calibur. Molti personaggi ed elementi di gameplay della serie sono ricorrenti. La serie vanta uno dei franchise di maggior successo nell'ambito dei giochi piacchiaduro. Di tutti i capitoli sono state vendute nel mondo 13 milioni di unità. Il creatore di Soulcalibur è Hiroaki Yotoriyama mentre il team di sviluppo Namco responsabile della serie è stato, a partire da Soulcalibur II, Project Soul.
La grafia più comune dei titoli della serie è Soulcalibur, ma compaiono spesso anche i nomi SoulCalibur, Soul Calibur, SOULCALIBUR o la sigla SC.

## Trama
In un'epoca remota, dopo essere stata intrisa di sangue durante lunghissime battaglie, una spada comune viene corrotta e trasformata nella Soul Edge: una spada senziente e malvagia. Nessuno osa brandirla poiché il suo possessore corromperebbe il suo spirito. Soltanto il Re Eroe Algol può maneggiarla senza subirne l'influenza perversa. Invidioso della capacità del padre, suo figlio Arcturus brandisce la Soul Edge venendone posseduto; Algol è quindi costretto ad ucciderlo e a distruggere l'arma. Addolorato per la morte di Arcturus, Algol decide di creare, utilizzando i frammenti puri dell'arma distrutta, una spada per proteggere il suo villaggio: la Soul Calibur. Durante il rituale, Algol viene sacrificato e la sua anima sigillata nella nuova spada. Nel mentre, la Soul Edge risorge inaspettatamente in un luogo sconosciuto mentre la Soul Calibur viene rubata da Zasalamel, uno dei suoi custodi.
Nel 1563, il pirata Cervantes de Leon ruba la Soul Edge da una nave mercantile. Quando la sua anima è ormai divorata dall'arma, Cervantes inizia a terrorizzare il mondo per venti anni, e la sua fama spinge molti guerrieri a fermarlo: fra questi Taki, una ninja intenta a distruggere la Soul Edge che ha corrotto in passato il suo maestro, e Siegfried Schtauffen, un ribelle che vuole possedere la spada leggendaria al fine di resuscitare suo padre, da lui stesso accidentalmente ucciso. Grazie all'aiuto di Sophitia Alexandra, Taki riesce a sconfiggere Cervantes. Dopo essersi avvicinato alla Soul Edge, che ha intanto perduto alcuni frammenti durante i vari combattimenti, Siegfried ne viene posseduto e si trasforma nel mostruoso cavaliere Nightmare, che inizia subito la ricerca dei frammenti perduti della spada terrorizzando il mondo. Tre anni più tardi, Nightmare esegue il rituale per completare la Soul Edge, ma tre guerrieri, Xianghua Chai, Kilik e Maxi, lo fermano in tempo. Durante il combattimento, l'arma di Xianghua, che si scopre essere la perduta Soul Calibur, sconfigge lo spirito della Soul Edge: Inferno. La Soul Calibur viene nuovamente perduta e Siegfried, presto ripresosi, è ancora controllato dalla spada malvagia.
Quattro anni più tardi, Nightmare attua un nuovo rituale per far risorgere la Soul Edge. Egli viene però interrotto dal nobiluomo Raphael Sorel, intento a possedere la spada. Durante il combattimento che segue, Raphael sta per essere sconfitto, ma riesce a trafiggere la Soul Edge dando il tempo a Siegfried di sfuggire al suo controllo. Dopo aver preso la Soul Calibur, che è stata fino a quel momento intrappolata nella Soul Edge, Siegfried trafigge l'arma perversa neutralizzando il potere di entrambe. Poco tempo dopo, Zasalamel, per interrompere il suo ciclo di reincarnazioni dovute al potere della Soul Calibur, libera il potere delle spade leggendarie. I suoi tentativi trasformano lo spirito dell'arma malvagia nel "nuovo" Nightmare. Siegfried lo affronta, ma rimane gravemente ferito; per sopravvivere è costretto a chiedere l'aiuto dei poteri della Soul Calibur. Lo scontro fra Siegfried e Nightmare ha intanto risvegliato Algol, che ha eretto la Torre della Memoria, mentre Nightmare, adesso aiutato da Tira, una serva intenta a raccogliere i frammenti della Soul Edge per completarla, rende suoi servi numerosi guerrieri quali Astaroth, Voldo e Sophitia. Ripresosi dal combattimento contro Nightmare, Siegfried affronta nuovamente il cavaliere malvagio annientandolo.
Diciassette anni più tardi, la Soul Edge si riforma riuscendo a prendere il controllo di un nobile noto con l'alias "Graf Dumas", che è divenuto Nightmare. Intanto Tira ha rapito la giovane Pyrrha, figlia di Sophitia, che è stata precedentemente esposta all'energia malvagia della Soul Edge. Tira decide di alimentare la corruzione intrinseca della ragazza, costringendola ad uccidere, per trasformarla in una nuova portatrice della Soul Edge. Più tardi, Pyrrha incontra, dopo molti anni, suo fratello Patroklos, che sconfigge Tira e conduce la ragazza a casa. Durante il viaggio di ritorno, Pyrrha risveglia in lei il potere della Soul Edge assumendo un aspetto mostruoso. Delusa dal fatto che Patroklos non riesca ad accettarla, Pyrrha abbandona il fratello. Grazie all'invecchiato Siegfried, Patroklos diviene il nuovo proprietario della Soul Calibur, che viene purificata con l'aiuto di alcuni guerrieri. Nightmare viene successivamente sconfitto da un subordinato di Siegfried di nome Z.W.E.I., che viene a sua volta ferito da Pyrrha. Lei è subito raggiunta dal fratello che la uccide involontariamente. Patroklos viene poi contattato mentalmente dal supremo Edge Master, che gli permette di tornare indietro nel tempo per liberare Pyrrha dall'influenza della Soul Edge senza ucciderla. Dopo aver sconfitto nel suo subconscio Elysium, lo spirito della Soul Calibur che ha finora influito nelle scelte di Patroklos, il ragazzo raggiunge Pyrrha riuscendo a convincerla a distruggere contemporaneamente le due spade. Quando tutto è tornato alla normalità, Patroklos decide di vivere con la sorella riuscendo ad accettarla per quello che è.

## Modalità di gioco

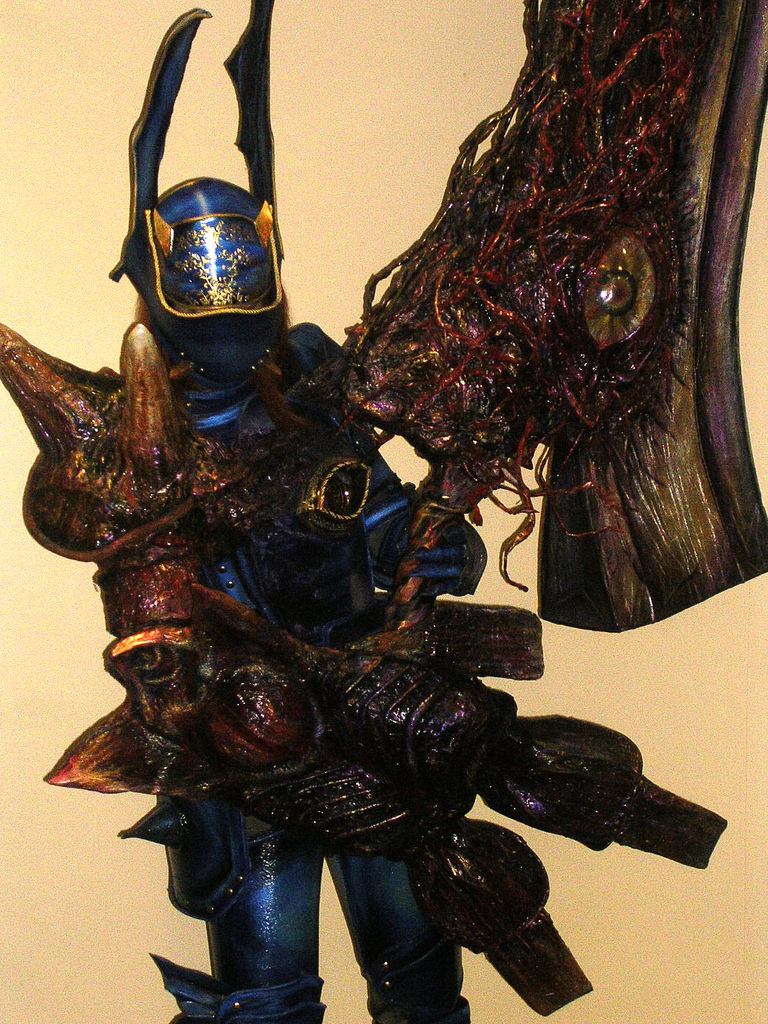
Cosplay di Nightmare

### Attacchi base
Ogni gioco presenta delle mosse base che sono due attacchi con arma (orizzontale e verticale), il calcio, la parata difensiva e le prese.

### Barra di assorbimento del danno
A partire da Soulcalibur IV vennero introdotte nuove importanti meccaniche di gioco quali la Soul Gauge, una barra che aumenta attaccando e decresce restando in parata. Quando essa si esaurisce, viene distrutta parte dell'armatura rendendo più vulnerabile agli attacchi il malcapitato. Una barra di assorbimento del danno è presente anche nel seguente Soulcalibur V, dove però la vittima viene momentaneamente intontita quando essa si svuota.

### Mosse difensive speciali
In molti capitoli della serie esistono delle mosse difensive speciali che devono essere attuate un istante prima dell'attacco avversario per funzionare. Nel primo capitolo (Soul Blade), ad esempio, il sistema Guard Impact permette al giocatore di abbassare momentaneamente la guardia avversaria. A partire dal seguente capitolo Soulcalibur, con il sistema Guard Impact (qui rinominato Repelling) vennero introdotti nuovi tipi di contromosse, spesso in grado di danneggiare l'avversario.

### Le arene
Vi sono numerose arene nei vari capitoli della serie. Molte di esse possono essere, anche solo parzialmente, non delimitate da pareti. Se durante un duello uno dei due combattenti viene fatto fuoriuscire dal terreno, si ha un Ring Out, che conclude immediatamente la partita. Soulcalibur V fu il primo a presentare arene non delimitate e che possono cambiare durante la battaglia (se viene dichiarato Ring Out durante un round, è possibile che, a causa di eventi esterni, il combattimento continui in una zona differente).

### Peculiarità di alcuni episodi
Alcuni titoli del gioco presentano caratteristiche uniche rispetto agli altri. Soul Edge, ad esempio, presenta il Weapon Meter: una barra che indica quanto danno può sopportare l'arma di un guerriero. Quando essa subisce troppi attacchi, la barra si svuota causando la distruzione dell'arma. In Soulcalibur IV, la Namco introdusse la Critical Finish: una mossa che sconfigge l'avversario con un singolo attacco. Essa può essere attuata solamente seguendo una serie di procedimenti complessi. Soulcalibur V presenta invece una barra che può essere riempita attaccando o ricevendo danni. Grazie ad essa, il combattente può sferrare combinazioni speciali (gli Attacchi lama) ed una mossa potente (Critical Edge). In Soulcalibur VI è stato introdotto inoltre il "Taglio invertito": un colpo che, se va a segno, costringe i due lottatori a un confronto durante il quale dovranno decidere se colpire il nemico con un colpo orizzontale, verticale, un calcio, una parata o una schivata. La combinazione delle variabili decise dai giocatori determinerà l'esito del taglio invertito in cui un contendente prevarrà sull'altro colpendolo.

## I giochi

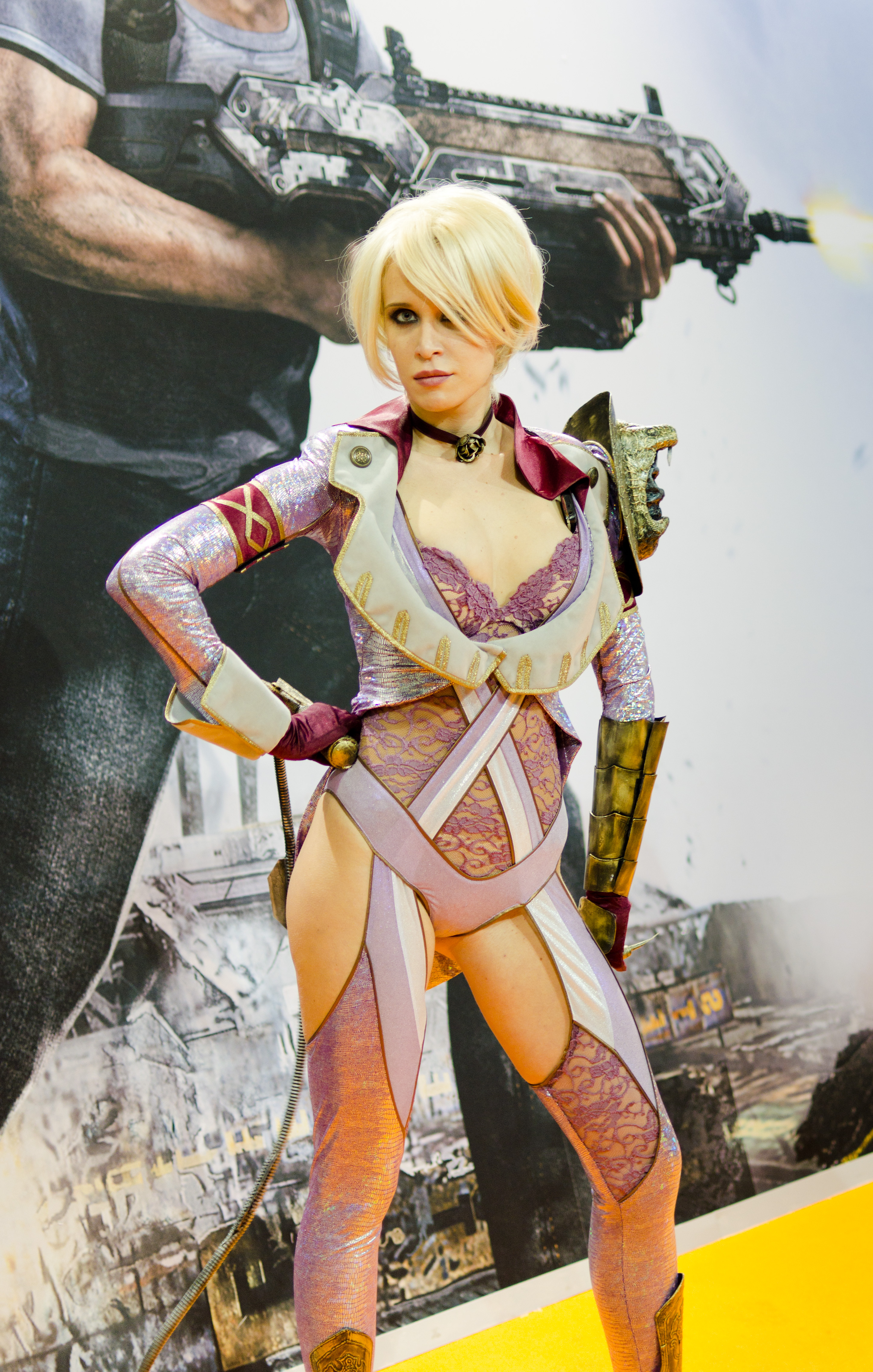
Cosplay di Ivy Valentine

La serie presenta sei capitoli principali, quattro spin off e un remake. Tutti i giochi usciti prima di Soulcalibur III sono stati pubblicati in formato sala giochi e adattati successivamente a formati per console casalinghe, che includono contenuti speciali, nuovi personaggi, armi, costumi alternativi, gallerie di immagini, dimostrazioni di arti marziali, e altre modalità di gioco.

### Capitoli principali
| Titolo                                  | Anno      | Piattaforme                                                   |
| --------------------------------------- | --------- | ------------------------------------------------------------- |
| Soul Blade (Soul Edge)                  | 1996      | Arcade, PlayStation                                           |
| Soulcalibur                             | 1998      | Arcade, Dreamcast                                             |
| Soulcalibur II Soulcalibur II HD Online | 2002 2013 | Arcade, GameCube, PlayStation 2, Xbox Playstation 3, Xbox 360 |
| Soulcalibur III                         | 2005      | Arcade, PlayStation 2                                         |
| Soulcalibur IV                          | 2008      | PlayStation 3, Xbox 360                                       |
| Soulcalibur V                           | 2012      | PlayStation 3, Xbox 360                                       |
| Soulcalibur VI                          | 2018      | PlayStation 4, Xbox One, PC                                   |

### Altri capitoli
- Soulcalibur Legends (2007): per Wii (spin-off)
- Soulcalibur: Broken Destiny (2009): per PlayStation Portable (spin-off di Soulcalibur IV).
- Soulcalibur: Lost Swords (2014): per PlayStation Network (un gioco free-to-play basato su Soulcalibur V).
- Soulcalibur: Unbreakable Soul (2014): per cellulari

### Soul Blade
Dopo essere uscito per le sale giochi nel 1996, il primo capitolo Soul Blade (uscito in patria con il titolo Soul Edge) venne riaggiornato con il titolo Soul Edge Ver. II. nonché adattato per la console PlayStation nel 1998. Le modalità di gioco incluse sono Versus (basata sui combattimenti uno contro uno), Survival (in questa modalità il giocatore deve "sopravvivere" da una serie di avversari fin quando viene sconfitto), Time Attack (il giocatore deve sconfiggere una schiera di avversari prima che scada il tempo limite), Team Battle (incentrata sulla sfida fra due squadre di combattenti), Training (letteralmente "allenamento") e, nella versione per PlayStation, Edge Master (una sorta di modalità storia che permette al giocatore di sbloccare armi alternative e contenuti extra). Il gioco ricevette consensi positivi.

### Soulcalibur
Soulcalibur del 1998 include le modalità già presenti in Soul Blade (Versus, Survival, Time Attack, Team Battle, Training ed Edge Master). Così come il titolo precedente, esso ricevette il plauso della critica videoludica. Nel 2008, Soulcalibur uscì per Xbox Live Arcade.

### Soulcalibur II
Pubblicato nel 2002 per tutte le console casalinghe di sesta generazione e in formato arcade, Soulcalibur II presenta una grafica migliorata ed un gameplay esteso rispetto al precedente. Questo è il primo capitolo della serie a presentare personaggi tratti da altri media: Link di The Legend of Zelda (presente nelle edizioni per Nintendo Gamecube) Heihachi Mishima di Tekken (disponibile nella sola versione per Ps2) e Spawn (che appare nella versione per Xbox). Di questo capitolo venne pubblicata, nel 2013, una versione rinnovata con il titolo Soulcalibur II HD Online.

### Soulcalibur III
A differenza di ciò che è accaduto nei primi tre titoli, Soulcalibur III uscì nel 2005 dapprima per Playstation 2 e successivamente per le sale giochi. Inoltre è stato adottato un motore grafico differente. Le arene sono divenute più interattive mentre il numero dei personaggi è aumentato a 42 unità. Soulcalibur III presenta per la prima volta la modalità Creazione, che permette al giocatore di personalizzare l'aspetto di personaggi esistenti o di crearne nuovi. Altre novità sono le modalità Tales of Souls (dove il giocatore può cambiare il corso della storia in base alle proprie decisioni), e Chronicles of the Sword (fatta su misura per i soli personaggi creati).

### Soulcalibur Legends
Il primo titolo spin off della serie è Soulcalibur Legends, pubblicato nel 2007 per la sola Nintendo Wii. Gli eventi della trama sono quelli che accadono fra Soul Blade e Soulcalibur. Differisce dai capitoli precedenti non essendo più di genere picchiaduro ma un'avventura dinamica con elementi di hack and slash. Include una modalità per giocatore singolo ed un gameplay cooperativo/competitivo per più partecipanti.

### Soulcalibur IV
Il quinto episodio Soulcalibur IV, uscito per PlayStation 3 e Xbox 360 nel 2008, fu il secondo a non vedere un suo adattamento per arcade e il primo a presentare una modalità online. Esso introduce nuove meccaniche di gameplay, come l'armatura dei personaggi distruttibile e le mosse finali (che garantiscono la vittoria con un solo attacco). Come Soulcalibur II,  questa uscita include cameo provenienti da altri media, in questo caso dall'universo di Guerre stellari: Yoda (presente nella sola versione per Xbox), Dart Fener (disponibile per console PlayStation), e l'Apprendista (Galen Nion Marek). Così come il precedente Soulcalibur III, in Soulcalibur IV è possibile personalizzare o creare personaggi tramite la modalità Creazione.

### Soulcalibur: Broken Destiny
Uscito nel 2009 per Sony PSP, Soulcalibur: Broken Destiny fu il primo capitolo della serie fatto su misura per una console portatile. Condivide molte delle caratteristiche di Soulcalibur IV (la possibilità di creare personaggi, le mosse finali, ecc...) e include la nuova modalità Gauntlet Story. L'unico personaggio "ospite" è Kratos della serie videoludica God of War.

### Soulcalibur V
Soulcalibur V del 2012 uscì originariamente per Playstation 3 e Xbox 360 ed è il secondo titolo in cui è possibile competere con altri giocatori online. I personaggi "ospiti" sono Ezio Auditore da Firenze di Assassin's Creed e Devil Jin di Tekken (del quale è però disponibile solamente lo stile di combattimento, che va apportato ad un personaggio creato nella modalità Creazione).

### Soulcalibur: Lost Swords
Il successivo Soulcalibur: Lost Swords del 2014 venne distribuito per la sola PlayStation Network. Esso è incentrato solamente su alcune modalità per giocatore singolo, quali la nuova Quest Mode.

### Soulcalibur: Unbreakable Soul
Inizialmente marchiato Bandai Namco durante il mese di ottobre del 2013, Soulcalibur: Unbreakable Soul venne annunciato nel 2014 per i cellulari iOS (originalmente venne presentata per i telefoni con dispositivo Android). Esso è un gioco di carte che simula una battaglia: ciascun concorrente, a turno, pesca delle carte che infieriscono sull'avversario. Vi sono diversi "elementi"  associati alle carte (fuoco, acqua vento, luce e oscurità), 200 armi diverse e oltre 150 avatar del giocatore disponibili. Questo spin off è incentrato sulla storia di Cassandra Alexandra ed Edge Master, impegnati nella ricerca dei frammenti della spada malvagia Soul Blade. Unbreakable Soul ricevette giudizi pressoché negativi.

### Soulcalibur VI
Nel 2018 è uscito il settimo capitolo Soulcalibur VI per PlayStation 4 e Xbox One. Questo capitolo contiene la modalità "Bilancia dell'Anima", che consente al giocatore di creare un personaggio personalizzabile con cui affrontare una trama parallela a quella principale. Oltre a questa è presente la modalità "Cronache dell'Anima", in cui si ripercorrono le vicende dei singoli personaggi che non erano state affrontate nei capitoli precedenti. I personaggi ospiti del nuovo titolo sono Geralt da The Witcher III e 2B da Nier: Automata (sbloccabile solo come DLC).

## Altri media

### Libri
Nel 1999 uscì un fumetto di cinque volumi ispirato a Soulcalibur. Nel 2012 venne pubblicato, in Giappone, una versione romanzata della storia scritta da Tobita Mandom (ma supervisionata dal gruppo Project Soul). Inoltre uscirono in Giappone molte guide, e artbook ispirati alla saga.

### Colonne sonore
Della serie uscirono due colonne sonore di Soul Edge più una per Soulcalibur e tutti i quattro episodi seguenti.

### Giochi tradizionali
Il gioco di carte collezionabili Universal Fighting System presenta personaggi tratti dalla serie. Taki è inoltre la protagonista di un librogame erotico della Queen's Gate uscito nel 2011.

### Adattamento cinematografico
Nel 2001, l'attore Sammo Hung annunciò che si sarebbe realizzato un adattamento cinematografico della storia, diretto da lui stesso e intitolato Soul Calibur: The Movie. Secondo quanto dichiarato nel suo sito, esso necessitava di 50 milioni di dollari per essere finanziato, sarebbe stato girato nell'Europa orientale e in Cina, mentre gli effetti speciali sarebbero stati creati dalla Rhythm and Hues Studios, una compagnia in stretta collaborazione con la Namco. Nel 2004, la Anthem Pictures, appartenente a Warren Zide (già proprietario della Sony), acquisì i diritti per adattare il gioco al film, che sarebbe dovuto uscire nel 2007. È stato dichiarato che la trama della pellicola ruota intorno a due guerrieri inviati da monaci Shaolin per recuperare e distruggere una spada potentissima, caduta nelle mani di un principe malvagio che vorrebbe utilizzarla per aprire i cancelli dell'inferno e distruggere il mondo. Attualmente il film è in development hell.